# Cololejeunea ensifolia
Cololejeunea ensifolia là một loài Rêu trong họ Lejeuneaceae. Loài này được (Spruce) Herzog mô tả khoa học đầu tiên năm 1951.